# 特一番

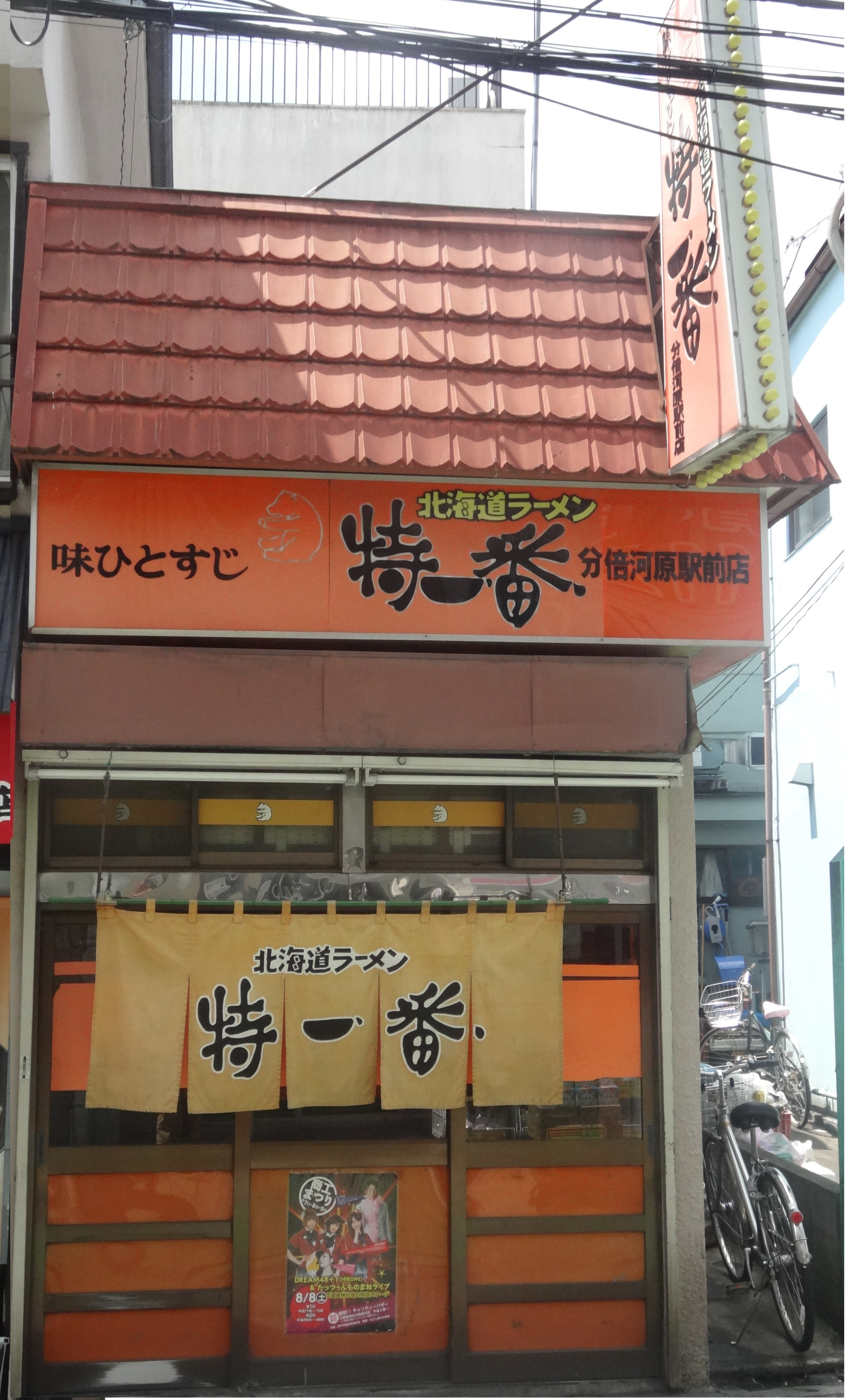
店舗外観
（「分倍河原駅前店」、現存せず）

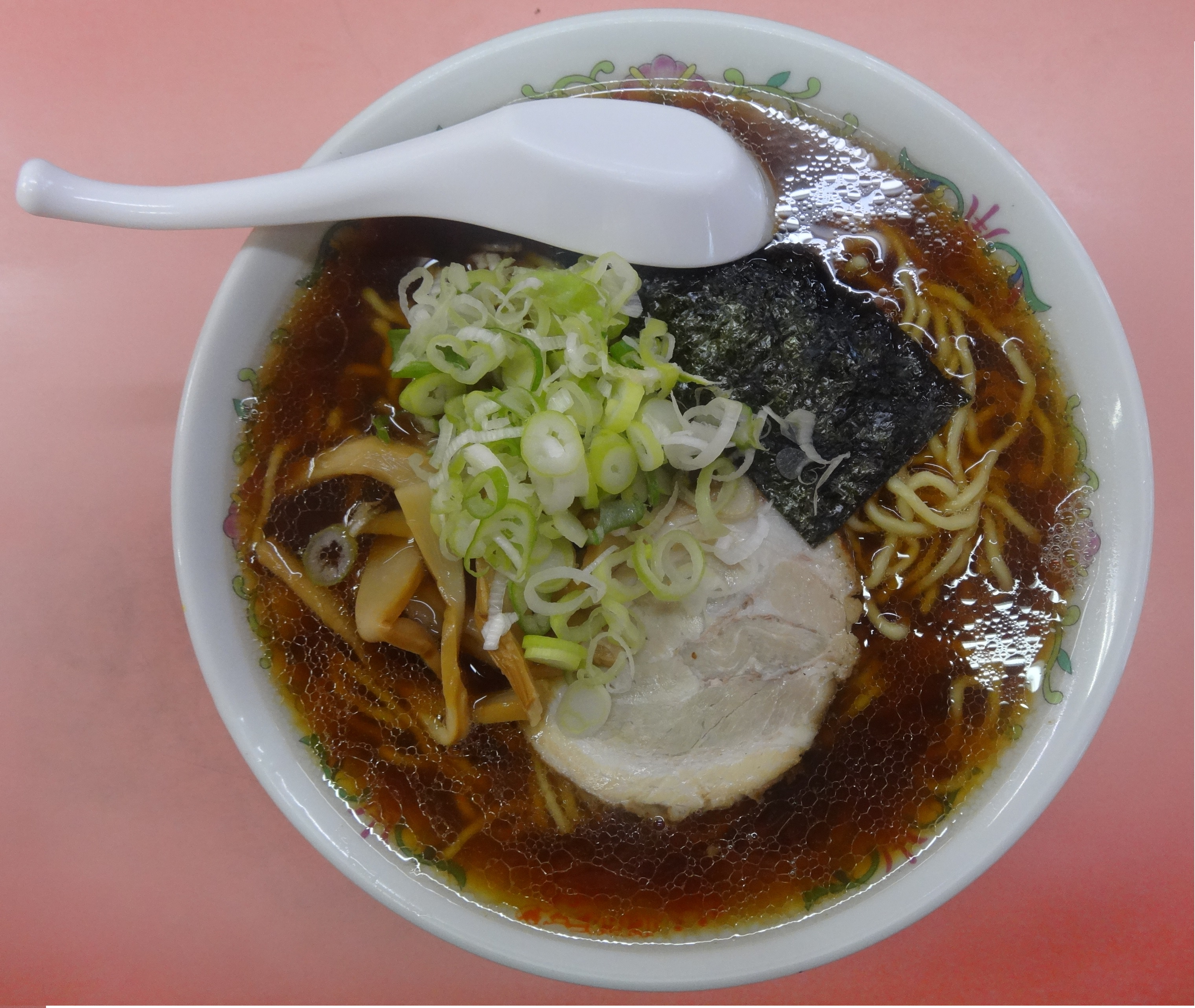
醤油ラーメン

特一番（とくいちばん）は、旭川ラーメンを提供しているラーメン店。
昭和22年に開店した蜂屋、青葉に続き昭和25年に北海道旭川市で創業した、醤油ラーメンをメインとしている地元老舗店である。
元祖は戦後に闇市の屋台で腕を振るっていた満州から引き上げてきた武藤鉄之助を採用し、旭川市3条6丁目昭和通の新築店舗で開業したものである。武藤はその後現在は閉店しているが、暖簾わけで「新特一番」という名前で3店舗展開した。旭川で多店化したのは特一番が早く多い時で10店舗があったが、2013年現在5店舗が旭川市内で営業をしている。又、「味特」も暖簾分けでその後札幌・六本木で人気となった「天鳳」で現在市内にある「味特」は直接のつながりはない。
府中市には暖簾分けされた「特一番」が長期間営業を続けて老舗店となっており、同市本宿町には工場と併設店「北海道らぁめん 特一番 本宿店」、本店は府中駅近く、支店は近隣各市に広がり10店ほどが営業している。
多い形式として、ダシは豚骨をジックリと煮出したもので、鯵などの煮干も使用する。タレは醤油で、麺は加水が少ない縮れたもの、脂がういているもののさっぱりとしたオーソドックスなタイプである。